# Tour de Navarre
Ne doit pas être confondu avec Tour de Navarre et d'Orval.
Le Tour de Navarre (en espagnol :  Vuelta Ciclista a Navarra) est une course par étapes espagnole. L'épreuve était réservée aux amateurs puis la course est rentrée dans l'UCI Europe Tour, dans la catégorie 2.2 en 2005.
Depuis 2009, l'épreuve est de nouveau réservée aux amateurs.
En 2019, le Tour de Navarre organise la première classique féminine de Navarre, elle est composée de deux épreuves.

## Palmarès
| Année     | Vainqueur                     | Deuxième                   | Troisième                |
| --------- | ----------------------------- | -------------------------- | ------------------------ |
| 1941      | Julián Berrendero             | José Jabardo               | Delio Rodríguez          |
| 1942-1954 | Non disputé                   | Non disputé                | Non disputé              |
| 1955      | Antonio Jiménez Quiles        | Emilio Hernán (es)         | Jesús Madrazo            |
| 1956-1961 | Non disputé                   | Non disputé                | Non disputé              |
| 1962      | Antonio Blanco                | Josep Suriá (eu)           | José Manuel Lasa         |
| 1963      | Mariano Díaz                  | Francisco Martí Moreno     | José Manuel Lasa         |
| 1964      | Mariano Díaz                  | Juan García Such           | Juan María Azcue         |
| 1965      | Mariano Díaz                  | Domingo Perurena           | José Luis Uribezubia     |
| 1966      | Juan Daniel Perera            | José Enrique Cifuentes     | Salvador Canet           |
| 1967      | José Antonio González Linares | Miguel Mari Lasa           | José Alba Montiel        |
| 1968      | Josep Suriá (eu)              | José Luis Galdámez         | Germán Martín Saez       |
| 1969      | Lucien Van Impe               | Juan Zurano                | Ernie De Blaere          |
| 1970      | Andrés Oliva                  | José Pesarrodona           | José Casas               |
| 1971      | José Luis Viejo               | Fernando Plaza             | Martin Martinez          |
| 1972      | Carlos Ocaña                  | Jaime Huélamo              | Javier Mínguez           |
| 1973      | Enrique Martínez Heredia      | Antonio Vallori            | Juan Pujol               |
| 1974      | Santiago Segú                 | Anastasio Greciano         | Rafael Ladrón de Guevara |
| 1975      | Eulalio García                | Antonio Prieto Lozano      | Miguel Verdera           |
| 1976      | Non disputé                   | Non disputé                | Non disputé              |
| 1977      | Anastasio Greciano            | Miguel Gutiérrez Mayor     | Ángel López del Álamo    |
| 1978      | Non disputé                   | Non disputé                | Non disputé              |
| 1979      | Guillermo de la Peña          | Jesús Rodríguez Magro      | Juan Carlos Alonso (es)  |
| 1980      | Francis Garmendia (eu)        | Luis Vicente Otin (es)     | Mikel Ugartemendia       |
| 1981      | Iñaki López Arregi (eu)       | René Bajan (eu)            | Julián Gorospe           |
| 1982      | Antônio Carlos Silvestre (pt) | Eduardo González Salvador  | Juan Alberto Reig        |
| 1983      | Oleh Petrovich Chuzhda        | Peio Ruiz Cabestany        | Andrei Toporitshev       |
| 1984      | Álvaro Fernández (es)         | Miguel Indurain            | Manuel Guijarro (es)     |
| 1985      | Jean-Claude Ronc (eu)         | Roque de la Cruz           | Emilio García Pérez      |
| 1986      | Carlos Muñiz (es)             | José Luis Morán (es)       | Jesús Montoya            |
| 1987      | Gabriel Sabbião (es)          | Gregory Dwiar              | Jaime Tomás (es)         |
| 1988      | Dimitri Zhdanov               | Scott Sunderland           | Vladislav Bobrik         |
| 1989      | Francisco Ignacio San Román   | Luis Miguel Guerra         | José Luis Díaz           |
| 1990      | Roberto Lezaun                | Javier Lazpiur             | Santiago Crespo (es)     |
| 1991      | Alfredo Irusta (es)           | Danny Alaerts (eu)         | Ignacio Duque            |
| 1992      | Agustín Sagasti (es)          | Manuel Fernández Ginés     | José Luis Arrieta        |
| 1993      | Óscar López Uriarte (es)      | Roberto Rodríguez          | Miguel Ángel Peña        |
| 1994      | Santiago Blanco               | Javier Pascual Rodríguez   | Manuel Beltrán           |
| 1995      | Sergueï Ivanov                | Brett Dennis               | Oleg Timofeev            |
| 1996      | José Vicente García Acosta    | Christophe Paulvé          | David Cancela            |
| 1997      | Artur Babaitsev               | José Francisco Jarque (ca) | Carlos Sastre            |
| 1998      | Eduard Gritsoun               | Mikel Artetxe              | Bram de Groot            |
| 1999      | Óscar García Lago             | José Urea                  | Patxi Vila               |
| 2000      | Carmelo Maurici               | Dmitri Parfimovitch        | Gustavo Toledo           |
| 2001      | Julen Fernández (es)          | Egoi Martínez              | Juan Gomis               |
| 2002      | Alberto Hierro (ca)           | Dionisio Galparsoro        | Iñigo Urretxua (eu)      |
| 2003      | Santiago Segú                 | Balázs Rohtmer             | Aketza Peña              |
| 2004      | Alexei Bugrov                 | Antonio Berasategui (es)   | Jorge Nogaledo           |
| 2005      | Pavel Brutt                   | Juan Carlos López          | Francisco Gutiérrez      |
| 2006      | Jesús Tendero (de)            | Pavel Brutt                | Donato Cannone           |
| 2007      | Maurizio Biondo               | Luis Roberto Álvarez       | Alexey Shchebelin        |
| 2008      | Diego Tamayo                  | Eritz Ruiz de Erentxun     | Valeriy Dmitriyev        |
| 2009      | Francisco Terciado            | César Fonte                | Thomas Lebas             |
| 2010      | Víctor de la Parte            | Daniel Plaza               | Daniel Díaz              |
| 2011      | Antoine Lavieu                | Yelko Gómez                | Adrián Alvarado          |
| 2012      | Steve Bekaert                 | Tim Wellens                | Joseba del Barrio (eu)   |
| 2013      | Antonio Molina                | Higinio Fernández          | Miguel Ángel Benito      |
| 2014      | Antonio Pedrero               | Jakub Kaczmarek            | Arnau Solé               |
| 2015      | Mikel Iturria                 | Jorge Arcas                | Fernando Barceló         |
| 2016      | Richard Carapaz               | Jhonatan Cañaveral         | Josu Zabala              |
| 2017      | Harm Vanhoucke                | Jaime Castrillo            | Óscar Pelegrí            |
| 2018      | Francesco Romano              | Antonio Jesús Soto         | Óscar Linares            |
| 2019      | Jefferson Cepeda              | Kobe Goossens              | Camilo Castro            |
| 2020-2021 | Annulé                        | Annulé                     | Annulé                   |
| 2022      | Andrew Vollmer                | Harrison Wood              | Enekoitz Azparren        |
| 2023      | Hugo Aznar                    | Simone Carrò               | David Delgado            |
| 2024      | Álex Díaz                     | Iker Trigo                 | Nil Gimeno               |
| 2025      | Unai Ramos                    | Iker Gómez                 | Alejandro Granados       |